# Florestano Di Fausto
Florestano Di Fausto (16. července 1890, Rocca Canterano, Itálie – 11. ledna 1965, Řím, Itálie) byl italský architekt, inženýr a politik. Byl rovněž i poslancem italského parlamentu.
Di Fausto se proslavil především jako architekt řady staveb ve východním Středomoří v období meziválečné Itálie a fašistického režimu. Mezi jeho stavby patří např. Palazzo Varano v Predappiu, poté budovy albánských ministerstev v Tiraně na Skanderbegově náměstí, budova prefektury Palazzo del Governo na Rhodu, nebo řada staveb v Libyii. V Itálii je proto považován za tzv. koloniálního architekta, neboť se podílel především na rozvoji oblastí, které Itálie považovala za oblasti svého mocenského růstu.